# 普宁公主 (唐德宗)
普宁公主（?—?），唐朝公主，是中国唐朝第九代皇帝唐德宗李适的第十一女。她的生母不详，史书仅仅记载了她的封号普宁公主。唐顺宗时，进普宁长公主，普宁公主没到适婚年龄，就已经去世。  